# Mordellina
Mordellina es un género de escarabajos de la familia de los Mordellidae, que contiene las siguientes especies:
- Mordellina ainonia Chûjô, 1957
- Mordellina atrofusca Nomura, 1951
- Mordellina brevicauda Ermisch, 1967
- Mordellina curticauda Ermisch, 1967
- Mordellina decellei Ermisch, 1968
- Mordellina flavicornis Ermisch, 1967
- Mordellina gracilis Schilsky, 1908
- Mordellina hypopygialis Franciscolo, 1962
- Mordellina janae Horák, Farkac & Nakládal, 2012[2]
- Mordellina kurosai Chûjô, 1957
- Mordellina longelytrata Ermisch, 1968
- Mordellina luteicornis Ermisch, 1967
- Mordellina marginalis Nomura, 1967
- Mordellina masaoi Shiyake, 1999
- Mordellina misella Franciscolo, 1962
- Mordellina monocalcarata Franciscolo, 1967
- Mordellina palleola Nomura, 1966
- Mordellina problematica Franciscolo, 1952
- Mordellina puncticeps Ermisch, 1968
- Mordellina purcharti Horák, Farkac & Nakládal, 2012[2]
- Mordellina shimoyamai Chûjô, 1957
- Mordellina splendidula Franciscolo, 1962
- Mordellina stastnyi Horák, Farkac & Nakládal, 2012[2]
- Mordellina testaceicolor Ermisch, 1967
- Mordellina unispinosa Ermisch, 1950
- Mordellina unistrigosa Ermisch, 1967
- Mordellina uruma Nomura, 1966
- Mordellina watanabei Tsuru, 2002
- Mordellina zaisanensis Ermisch, 1967